# Hans Griepentrog (Maler)
Hans A. Griepentrog (* 12. Dezember 1910 in Trier; † 8. November 1984 in Münster) war ein deutscher Maler und Zeichner.

## Leben
Hans A. Griepentrog, geboren 1910 in Trier, wuchs in Ostpreußen auf. Nach dem Abitur machte er eine Lehre im Handwerk und nahm danach das Studium an den Kunstakademien in Königsberg (Alfred Partikel), Dresden (Wilhelm Rudolph) und Berlin (Willy Jaeckel) auf. An der Universität Berlin studierte er Geschichte. 1941 wurde er Soldat und geriet nach dem Krieg in sowjetische Kriegsgefangenschaft. 
1945 ließ Griepentrog sich als freischaffender Künstler im Bezirk Halle nieder, wo er mehrere Jahre während des Krieges verbracht hatte. 1953 wurde er Dozent an der Innungsfachschule des Malerhandwerks in Bielefeld. 
1957 ging er nach Münster, er erhielt einen Lehrauftrag als Leiter des Ateliers für freie und angewandte Malerei an der Werkkunstschule Münster. 1973 wurde er Professor am Fachbereich Design der Fachhochschule Münster. 1984 starb Hans A. Griepentrog in Münster. Er war mit der Keramikerin Irene Griepentrog-Brinkhaus (1924–1991) verheiratet.

## Werk

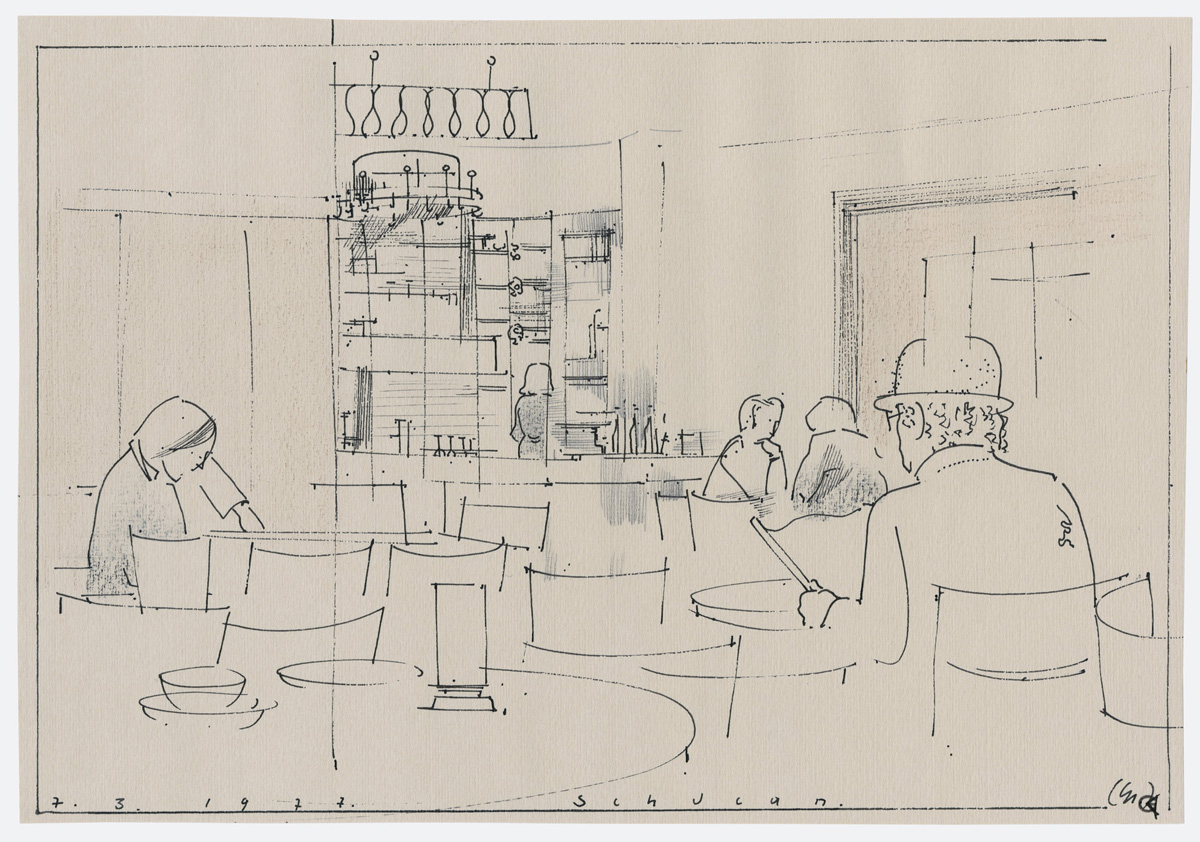
Cafe Schucan, Münster, Zeichnung von Hans Griepentrog, 1977, Stadtmuseum Münster

Hans Griepentrog hat in den Kriegsjahren in Weißenfels und Sachsen Landschaften und Stadtansichten in Aquarellen und Ölgemälden geschaffen. Architekturstudien sind Teil des Werks, auch später, so vor allem Anfang der 1970er Jahre. Ein besonderes Gefühl für Raum und Komposition zeichnet sein Werk aus und ist Bestandteil der handwerklichen Basis, die Griepentrog seinen Schülern weitergab. Landschaften der späteren Jahre entstanden nicht vor einem Motiv, sondern arbeiten mit Natureindrücken der landschaftlichen Weite, die Griepentrog in seiner Kindheit in Ostpreußen erlebt hatte.
Zeichnungen der 1970er und 1980er Jahre halten Beobachtungen und Situationen in Caféhäusern und im Stadtbild von Münster fest. In einem meisterhaften Zeichenstil entstanden Tuschzeichnungen (zum Teil ergänzt mit Kreide oder Aquarell), die in einer unnachahmlichen Reduktion der eingesetzten grafischen Mittel sehr präzise Cafébesucher, ihre Haltungen, und die Stimmung von Café-Szenen ins Bild setzen. Griepentrog war häufiger Gast im traditionsreichen Café Schucan in Münster.
Werke von Hans A. Griepentrog befinden sich als Nachlassstiftungen im Stadtmuseum Münster und in Schloss Neu-Augustusburg in Weißenfels.

## Ausstellungen
- 1950 Galerie Henning, Halle an der Saale
- 1973 Gemeindezentrum Roxel
- 1974 Falkenhof-Museum, Rheine
- 1980 Kunstkreis Warendorf im Heimathaus
- 1980 Fachhochschule Münster
- 1985 Westfälisches Landesmuseum Münster
- 2010 „Der Zeichner Hans A. Griepentrog“, Stadtmuseum Münster Ausstellung zum 100. Geburtstag von Griepentrog
- 2011 „Hans A. Griepentrog, die Weißenfelser Jahre“, Schloss Neu-Augustusburg, Weißenfels

## Artikel
- Weißenfels: Stadtgeschenk wird ausgestellt Mitteldeutsche Zeitung, 1. Mai 2011, abgerufen am 12. Juli 2021
- Manuel Jennen: Hans Griepentrogs Zeichnungen. Menschen im Café. In: Ruhr Nachrichten, 12. November 2010, abgerufen am 12. November 2013
- Westfälische Nachrichten, 12. Februar 1986
- Münstersche Zeitung, 11. Dezember 1985
- Fachhochschul-Report, Münster, Dezember 1985
- Westfälische Nachrichten, 24. Dezember 1985
- Westfälische Nachrichten, 18. November 1984
- Münstersche Zeitung, 17. November 1984
- Münstersche Zeitung, 28. Oktober 1980
- Westfälische Nachrichten, 21. Januar 1980
- Münsterländisches Volksblatt, 7. April 1974
- Westfälische Nachrichten, 3. März 1973
- Bielefelder Nachrichten, 13. August 1957
- Der Neue Weg, Halle a. d. Saale, 8. August 1950
- Freiheit, 19. Juni 1947
- Königsberger Allgemeine Zeitung, 7. März 1935
- Lübecker General-Anzeiger, 11. März 1934